# Brunettia anandalei
Brunettia anandalei és una espècie d'insecte dípter pertanyent a la família dels psicòdids. que es troba a l'Índia (Àsia).